# Пшемишълска митрополия
Пшемишълската митрополия (на полски: Metropolia przemyska) е една от 14-те църковни провинции на католическата църква в Полша. Установена е на 25 март 1992 година с булата „Totus Tuus Poloniae Populus“ на папа Йоан-Павел II. Обхваща три епархии. 
Заема площ от 23 894 км2 и има 1 791 476 верни.

## Епархии
В състава на митрополията влизат епархиите с центрове Пшемишъл, Жешов и Замошч.
- Пшемишълска архиепархия – архиепископ митрополит Адам Шал
- Жешовска епархия – епископ Ян Вонтроба
- Замойско-Любачовска епархия – епископ Мариан Роек

## Фотогалерия
- Базилика „Успение Богородично и Св. Йоан Кръстител“, катедрален храм на Пшемишълската архиепархия
- „Пресвето сърце Исусово“, катедрален храм на Жешовската епархия
- „Възкресение Христово и Св. ап. Тома“, катедрален храм на Замойско-Любачовската епархия